# Tadeusz Dembowski (polityk)

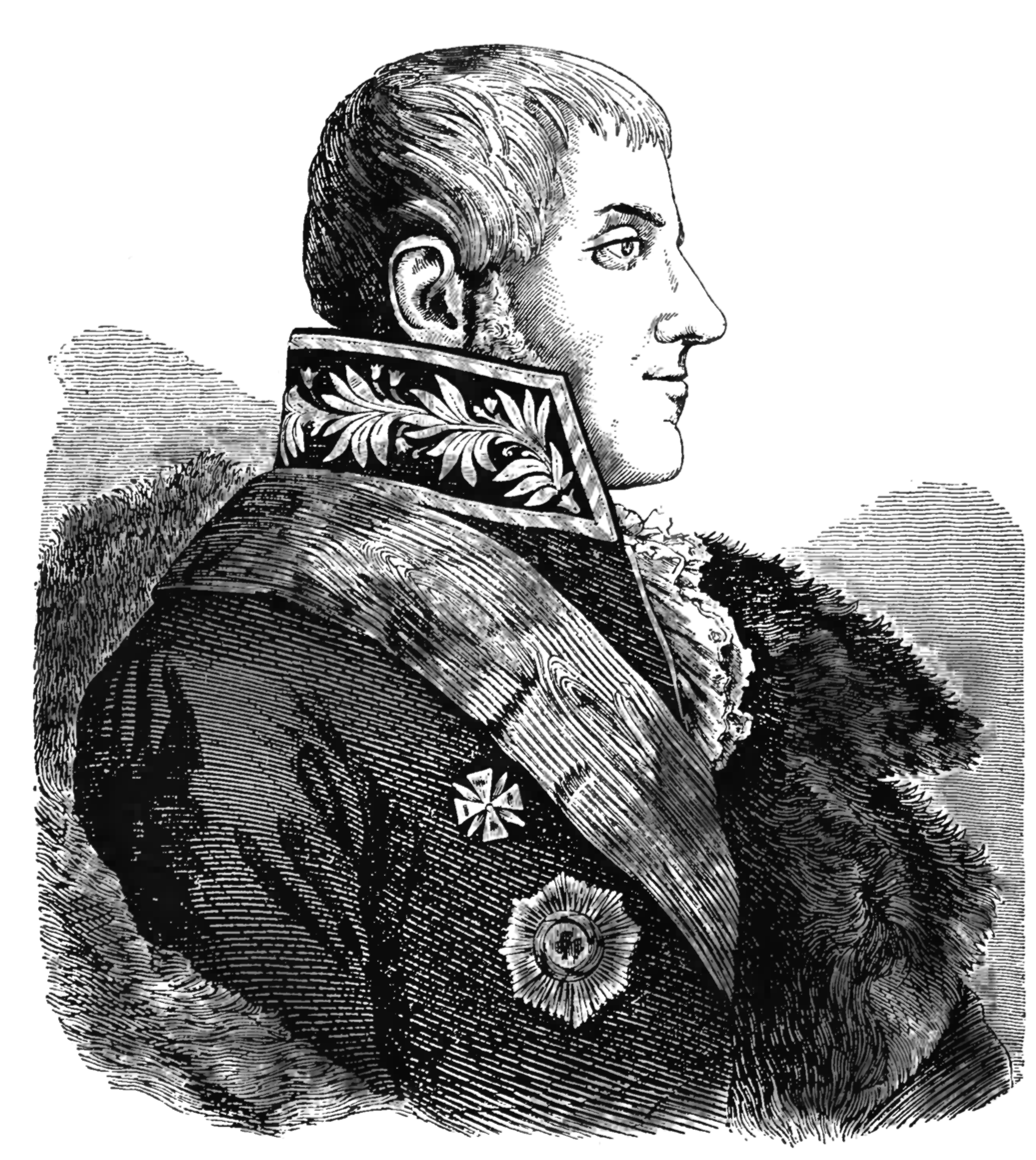
Tadeusz Dembowski, drzeworyt z rysunku według portretu olejnego

Tadeusz Dembowski herbu Jelita(ur. 1738, zm. 15 kwietnia 1809) – polski polityk, starosta jankowski.
Był członkiem Komisji Wojskowej Obojga Narodów w 1788 roku. Był komisarzem cywilnym w tej komisji z Prowincji Wielkopolskiej w 1792 roku.
Uczestnik powstania kościuszkowskiego, członek Rady Najwyższej Narodowej. Członek Izby Najwyższej Wojennej i Administracji Publicznej w 1806 roku. Od 5 października 1807 do 12 kwietnia 1809 minister skarbu Księstwa Warszawskiego. Członek Zgromadzenia Przyjaciół Konstytucji Rządowej.